# Jelölőgyűlés

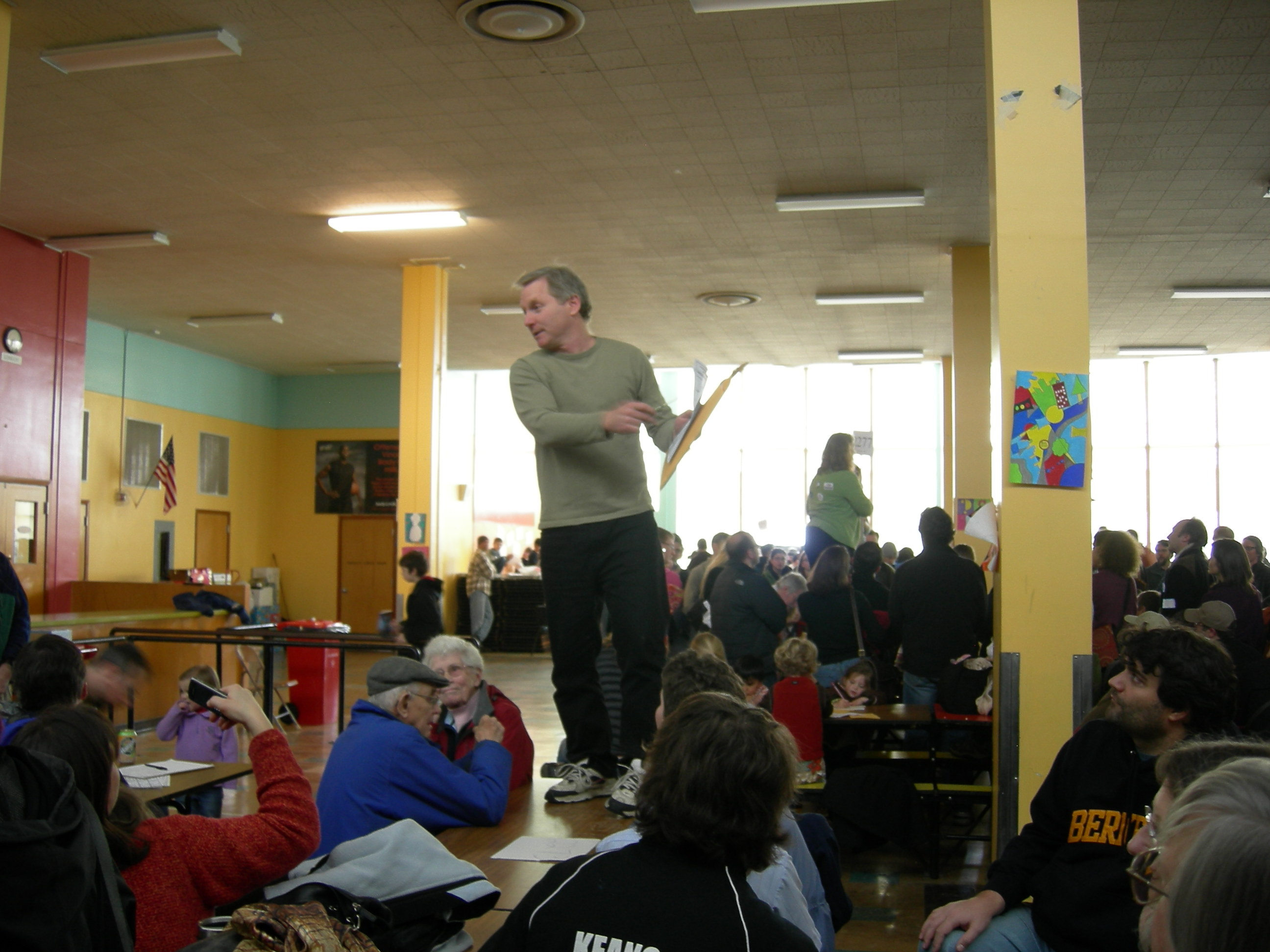
Egy demokrata jelölőgyűlés Washingtonban egy iskola étkezdéjében 2008-ban

A jelölőgyűlés (vagy angolul caucus) egy találkozó, ahol egy politikai párt vagy mozgalom támogatói találkoznak, és választanak jelöltet maguknak. A pontos fogalom minden politikai kultúrában különböző.

## Az Egyesült Államokban
Az Amerikai Egyesült Államokban több jelentése is van a caucus szónak. Ezek közül az egyik azt jelenti, hogy egy politikai párt tagjainak találkozója, ahol a résztvevők meghatározzák a vezérelveket, illetve jelölteket állítanak különféle tisztségekre. A kifejezést gyakran használják az elnökválasztási kampány előtt lezajló jelöltállítás során is. Több államban is jelölőgyüléseken választják meg a jelölteket, míg más államokban előválasztást (primary) tartanak. A jelölőgyűlés (caucus) és az előválasztás (primary) közötti fő különbség az, hogy míg a jelölőgyűlés magánkezdeményezés, általában egy adott párt által szponzorált delegált állító gyűlés, addig az előválasztást az állam vagy az önkormányzat szervezi, így hivatalos keretek között határozzák meg az állam delegáltjait az adott párt nemzeti konvenciójára.
A legelső és egyben legnagyobb jelölőgyűlést Iowa államban tartják. Legutoljára pedig Texasban tartottak.

1980 óta az ilyen gyűlések nagyon fontos részét képezik az elnökjelölt-választási folyamatnak. Mivel a találkozók ritkák, és megszervezésük bonyolult, gyakran tartanak próbagyűlést - ezeket maucusnak hívják (a mock caucus szavak összevonása, magyarul áljelölés).